# 최단비
최단비(崔단비, 1978년 7월 29일~)는 윤석열 정부 시대의 초기에 청와대 대통령실 행정관 등을 지냈었던 대한민국의 변호사 출신의 정치인 겸 교육인으로, 한때는 대학 교수(2013년 이후부터 원광대학교 법학전문대학원 교수 역임)를 지내기도 하였다.

## 학력
- 1997년 은광여자고등학교 졸업
- 2001년 고려대학교 법과대학 LL.B.
- 2013년 고려대학교 대학원 법학 석사

## 경력
- 2004년 : 제46회 사법시험 합격
- 2007년 1월 : 사법연수원 36기 수료
- 2007년 3월 ~ 2013년 2월 : 법무법인 충정 기업자문팀 변호사
- 2009년 : 대한변리사 협회 회원, 대한세무사 협회 회원
- 2012년 : 새누리당 당무위원 겸 同黨 클린공천지원단 법률자문위원
- 2013년 ~ : 원광대학교 법학전문대학원 교수
- 2016년 5월 ~ 2017년 1월 : 법무법인 정향 고문
- 2019년 ~ 2020년 : 바른미래당 당무위원
- 2019년 ~ : 대한상사중재원 중재인
- 2020년 2월 ~ 2021년 5월 : 국민의당 당무위원
- 2021년 8월 ~ : 국민의힘 당무위원
- 2021년 9월 ~ 2021년 11월: 국민의힘 윤석열 제20대 대통령 선거 예비후보 국민캠프 조직본부 특보단 여성특보
- 국민의힘 윤석열 제20대 대통령 선거 예비후보 국민캠프 정치공작진상규명특별위원회 위원
- 2022년 3월 ~ 2022년 5월: 제20대 대통령직인수위원회 국민통합위원회 대변인
- 2022년 5월 ~ 2022년 9월: 대통령실 행정관

## 방송
- 《생방송 오늘 아침》(문화방송, 2006년)
- 《주홍글씨2》(E채널, 2009년)
- 《무한도전》(MBC, 2010년)
- 《모닝뉴스 깨》(TV조선, 2011년)
- 《즐거운 책읽기》(KBS 1TV, 2013년)
- 《의뢰인 K》(KBS 2TV, 2013년)
- 《님과 남 사이 1》(MBN, 2013년)
- 《님과 남 사이 2》(MBN, 2014년)
- 《위기탈출 넘버원》(KBS 2TV, 2014년)

## 역대 선거 결과
| 실시년도 | 선거  | 대수 | 직책     | 선거구   | 정당     | 득표수       | 득표율         | 순위         | 당락 | 비고         |
| -------- | ----- | ---- | -------- | -------- | -------- | ------------ | -------------- | ------------ | ---- | ------------ |
| 2020년   | 총선  | 21대 | 국회의원 | 비례대표 | 국민의당 | 1,896,719 표 | \| \| 6.79% \| | 비례대표 5번 | 없음 | 승계 전 탈당 |
|          | 6.79% |      |          |          |          |              |                |              |      |              |